# Mati Kodheli
Mati Kodheli (1862 Skadar – 1881 Skadar) byl albánský fotograf, který sloužil jako učeň mistrovskému fotografovi Pietrovi Marubimu. Byl to starší bratr Kela Kodheliho (Kela Marubiho).

## Životopis
Mati Kodheli se narodil ve Skadaru v rodině nižší střední třídy. Jeho otec Rrok Kodheli pracoval jako zahradník na panství italského fotografa Pietra Marubbiho z Piacenzy, který se nedávno usadil v Albánii poté, co byl nucen opustit svou rodnou zemi kvůli obvinění z účasti na vraždě starosty tamního města.
Mati byl poslán studovat fotografii do studia Sebastianutti & Benque v italském Terstu. Zemřel předčasně, v mladém věku devatenácti let na tuberkulózu.
Z jeho tvorby se dochovaly pouze dva negativy, fotografie z roku 1878, na které je skadarská hudební skupina, jíž byl členem, a fotografie jeho přítele z dětství Kolë Idromena.